# Marco Tutino
Marco Tutino, né le 30 mai 1954 à Milan (Italie), est un compositeur et chef d'orchestre italien.
Figure du courant néo-romantique italien, il est reconnu pour ses opéras et son engagement envers la tradition lyrique italienne contemporaine.

## Biographie
Diplômé du conservatoire de Milan en 1982, Marco Tutino s'impose dès les années 1970 comme l'un des fondateurs du néo-romantisme italien. Ses œuvres sont jouées dans des maisons d'opéra et salles de concert prestigieuses à travers le monde, saluées par la critique et le public.

## Carrière
Son opéra Pinocchio (1985) propose une relecture sombre du conte, suivi de Cyrano (1987), inspiré de la pièce d'Edmond Rostand. En 1990, La Lupa est créé à Livourne, avec l'insertion audacieuse d'un enregistrement de Peppino di Capri.
En 2016, il adapte The Servant de Robin Maugham en opéra de chambre, en collaboration avec l'Ensemble Orchestral Contemporain.
En 2025, il est nommé directeur artistique du Teatro Verdi de Pise pour la période 2025–2027.

## Engagement pédagogique
Tutino fonde la Scuola dell'Opera Italiana, dédiée à la formation de professionnels du lyrique, avec un accent sur le style et la tradition italienne.

## Sitographie
- Michelle Debra, « Marco Tutino à Pise », sur Crescendo Magazine, 28 novembre 2024 (consulté le 4 août 2025)
- « The Servant », sur scenesetcites.com/fr, Scènes & Cités (consulté le 4 août 2025)